# بایگان
بایگان، روستایی در دهستان بایگان بخش مرکزی شهرستان فیروزآباد در استان فارس ایران است. این روستا، مرکز دهستان بایگان است.

## جمعیت
بر پایه سرشماری عمومی نفوس و مسکن در سال ۱۳۹۵، جمعیت این روستا برابر با ۲٬۴۸۱ نفر (۷۳۳ خانوار) بوده است.